# القوات المسلحة للاتحاد الروسي
القوات المسلحة للاتحاد الروسي (الروسية: Вооружённые си́лы Росси́йской Федера́ции) هو الاسم الرسمي الذي يطلق على المؤسسة العسكرية في روسيا، وهي منظمة في ثلاثة فروع خدمية - القوات البرية الروسية والقوات البحرية الروسية والقوات الجوية الفضائية - وفرعان قتاليتان مستقلتان (قوات الصواريخ الاستراتيجية والقوات المحمولة جواً)، وقيادة قوات العمليات الخاصة. تأسس بعد تفكك الاتحاد السوفيتي. وذلك بعد أن وقع بوريس يلتسين في 7 مايو 1992 مرسومًا رئاسيًا بإنشاء وزارة الدفاع الروسية ووضع جميع جيوش القوات المسلحة السوفيتية على أراضي روسيا السوفيتية تحت سيطرة الفيدرالية الروسية الجديدة. ويكون رئيس الأركان العامة للقوات المسلحة الروسية هو رئيس روسيا. ومع أن القوات المسلحة الروسية قد تشكلت في عام 1992، الا أن الجيش الروسي تعود جذوره إلى زمن اتحاد روس كييف للسلاف الشرقيون.
القوات المسلحة الروسية هي خامس أكبر قوة عسكرية في العالم، حيث يبلغ عدد أفرادها حوالي مليون فرد في الخدمة الفعلية وما يقرب من مليوني جندي احتياطي. كما أنها تحتفظ بأكبر مخزون في العالم من الأسلحة النووية، وتمتلك ثاني أكبر أسطول في العالم من غواصات الصواريخ الباليستية، وهي القوات المسلحة الوحيدة خارج الولايات المتحدة والصين التي تدير قاذفات استراتيجية. اعتبارًا من عام 2024، تمتلك روسيا ثالث أعلى إنفاق عسكري في العالم، بحوالي 130 مليار دولار أمريكي، أو أكثر من ستة في المائة من الناتج المحلي الإجمالي، مقارنة بحوالي 86.5-109 مليار دولار أمريكي في العام السابق. ومن المقرر أن تتوسع ميزانيتها العسكرية بنسبة 30 في المائة، إلى 145 مليار دولار أمريكي، في عام 2025.
يتم تحديد عدد القوات الروسية بموجب مرسوم رسمي من رئيس روسيا، في 1 يناير/كانون الثاني عام 2008، تم تحديد عدد أفراد القوات المسلحة الروسية بعدد 2,019,629 فرد، ويشمل ذلك 1,134,800 فردا من العسكريين. في عام 2010 قدر المعهد الدولي للدراسات الاستراتيجية (IISS) أن القوات النشطة في الجيش الروسي يبلغ عددها حوالي 1,040,000 فرد، بينما قوات الاحتياط هي في نطاق 2,035,000 فرد (مكونه إلى حد كبير من مجندين سابقين). وفي أكتوبر 2013، ورد في تقرير المجلس الروسي للمحاسبات أن عدد الموظفين الفعليين في القوات المسلحة الروسية الذين يتقاضون رواتب هو 766,000 فرد وذلك بالتعارض مع عدد الأفراد المحدد بواسطة المرسوم الرئاسي. اعتبارا من شهر ديسمبر عام 2013، يصل حجم القوى العاملة في الجيش الروسي لحوالي 82% من الحجم المطلوب.
وفقًا لتقرير معهد ستوكهولم الدولي لأبحاث السلام، أنفقت روسيا حوالي 72 مليار دولار على التسلح في عام 2011. وتخطط روسيا لزيادة إضافية في إنفاقها العسكري، بمشروع للميزانية يظهر ارتفاعًا في القيمة الحقيقية للانفاق العسكري بنسبة 53% حتى عام 2014. ومع ذلك، يضيف المعهد أن العديد من المحللين يشككون في ما إذا كانت الصناعة الروسية ستكون قادرة على تحقيق مثل هذه الخطط الطموحة بعد عقود من الركود الاقتصادي في أعقاب انهيار الاتحاد السوفيتي.

## أفرع الجيش
تُقسم القوات المسلحة التابعة لوزارة الدفاع إلى:
- «أفرع القوات المسلحة» الثلاثة: القوات البرية الروسية والقوات الجوفضائية الروسية والبحرية الروسية
- «فرعي فرق منفصلين»: قوات الصواريخ الاستراتيجية وقوات الإنزال الجوي
- «القوة الخاصة للقوات المسلحة»: قوات العمليات الخاصة
- الدعم اللوجستي للقوات المسلحة الروسية التي تمتلك وضعية خاصة بها.

هناك «فرعي فرق منفصلين» إضافيين، الحرس الوطني الروسي وجهاز الحدود. يحتفظ هذان الجهازان بوضعية «القوات المسلحة» القانونية في حين لا يحسبان ضمن هيئة أركان القوات المسلحة الروسية. يتشكل الحرس الوطني استنادًا إلى القوات الداخلية الروسية. استقلت الهيكلية الجديدة عن وزارة الشؤون الداخلية لتتحول إلى وكالة مستقلة تابعة بشكل مباشر لرئيس روسيا. جهاز الحدود هو تنظيم شبه عسكري لجهاز الأمن الفيدرالي الروسي، وهو جهاز الاستخبارات الروسي الداخلي الرئيسي في البلاد. تمتلك كلتا المنظمتين مهمات حربية عالية الأهمية إضافة أنشطتها الرئيسية في أوقات السلم وتدير وحداتها الأرضية والجوية والبحرية الخاصة بها.
يحدد الرئيس الروسي عبر مرسوم تعداد القوات الروسية المسلحة، في 1 يناير من عام 2008، حُدد عدد القوات الروسية ب 2,019,629، من بينها 1,134,800 وحدة عسكرية. في عام 2010 قدر المعهد الدولي للدراسات الاستراتيجية تعداد القوات المسلحة الروسية بنحو 1,027.000 جنديًا نشطًا وبنحو 2,035,000 جنديًا احتياطيًا (بشكل رئيسي من المجندين السابقين). مقابل التعداد الذي حدده المرسوم الرئاسي، ذكرت غرفة التدقيق الروسية أن التعداد الفعلي للقوات الروسية المسلحة المدرجة ضمن جدول الرواتب يبلغ 766 ألف حتى شهر أكتوبر من عام 2013.
بحسب معهد ستوكهولم الدولي لأبحاث السلام، زادت روسيا بين أعوام 2005-2009 و2010-2014 صادراتها من الأسلحة الرئيسية بنسبة 37%، وأنفقت 66,4 مليار على الأسلحة في عام 2015 ومن ثم أنفقت 69,2 مليار في عام 2016 واحتلت المرتبة الثالثة (بعد الولايات المتحدة والصين). وفقًا لوزارة الدفاع الروسية، تبلغ حصة روسيا من الأسلحة الحديثة المستخدمة مع الجيش والأسطول الروسيين 71,2% مع أسلحة قابلة للاستخدام تبلغ نسبتها 99% حتى عام 2021.

## التاريخ

### ١٩٩١ - ٢٠٢٢م
تفكك الاتحاد السوفييتي رسميًا في 25 ديسمبر من عام 1991م، شهد العام التالي فشل العديد من المحاولات لتحافظ روسيا على وحدتها ولضمها إلى رابطة الدول المستقلة. مع الوقت، أقسمت بعض الوحدات المتمركزة في الجمهوريات المستقلة الجديدة قسم ولاء لحكوماتها الوطنية الجديدة في حين اقتسمت سلسلة من المعاهدات وقعتها الدول المستقلة حديثًا أصول الجيش.
بعيدًا عن تولي السيطرة على معظم القوات الداخلية السوفييتية الخاصة وقوات كي جي بي الحدودية، اشتملت الخطوة التي اتخذتها الحكومة الروسية الجديدة قبل شهر آذار من عام 1992 والتي بدت الخطوة الوحيدة على إعلان تأسيس الحرس الوطني. حتى عام 1995، كان مخططًا أن تشكل ما لا يقل عن 11 لواءً يتراوح تعداد جنود كل منها بين ال 3000 وال 5000، مع تعداد إجمالي يبلغ أكثر من 100 ألف. كان الهدف نشر الوحدات العسكرية للحرس الوطني في 10 أقاليم، من بينها موسكو (3 ألوية)، وعدد من المدن والأقاليم الأخرى الهامة. بحلول نهاية شهر سبتمبر من عام 1991 في موسكو كان تعداد الحرس الوطني يبلغ نحو 15 ألف مقاتلًا يتألف بمعظمه من الجنود السابقين في القوات المسلحة السوفييتية. في النهاية طرح الرئيس بوريس يلتسن مرسومًا «حول الموقع المؤقت للحرس الروسي»، إلا أنه لم يوضع موضع التطبيق.
بعد توقيع معاهدة بيلوفيجا في 21 ديسمبر من عام 1991، وقعت بلدان رابطة الدول المستقلة المشكلة حديثًا بروتوكولًا حول تعيين مؤقت لمارشال الجهاز يفغيني شابوشنيكوف وزيرًا للدفاع وقائدًا للقوات المسلحة في منطقتها، بما في ذلك القوات النووية الاستراتيجية. في 14 فبراير من عام 1992 أصبح شابوشنيكوف رسميًا القائد الأعلى للقوات المسلحة التابعة لرابطة الدول المستقلة. في 16 مارس من عام 1992، أنشأ مرسوم أقره بوريس يلتسن القوات المسلحة للاتحاد الروسي وإدارة العمليات للقيادة العليا الموحدة ووزارة الدفاع، التي ترأسها الرئيس. في خاتمة المطاف، في 7 مايو 1992، وقع يلتسن مرسومًا لإنشاء القوات المسلحة وتولى يلتسن واجبات القائد الأعلى.
في شهر مايو من عام 1992، أصبح الكولونيل العام بافيل غراتشيف وزيرًا للدفاع وأصبح بتوليه المنصب أول جنرال عسكري في روسيا. بحلول شهر أغسطس أو ديسمبر من عام 1993 كانت الهياكل العسكرية لرابطة الدول المستقلة قد أصبحت هياكل التعاون العسكري لرابطة الدول المستقلة مع فقدان أي نفوذ حقيقي لها.
في السنوات القليلة التالية، انسحبت القوات الروسية من أوروبا الوسطى والشرقية وأيضًا من بعض جمهوريات ما بعد الاتحاد السوفييتي المستقلة حديثًا. في حين أن الانسحاب حدث في معظم الأماكن دون أي مشكلات، بقيت القوات المسلحة الروسية في بعض المناطق المتنازع عليها كقاعدة سيفاستوبول البحرية في القرم وأيضًا في أبخازيا، أوسيتيا الجنوبية وفي ترانسنسيتريا. تمتلك القوات المسلحة العديد من القواعد في بلدان أجنبية، ولا سيما في أراضي الجمهوريات السوفييتية السابقة.

### ٢٠٢٢ - للآن
في ٢٤ من فبراير عام ٢٠٢٢م أصدر الرئيس الروسي ڤلاديمير بوتين أمراً ببدء الغزو الشامل لأوكرانيا، حيث شهدت الأشهر الأولى من الصراع تعيين الجنرال ألكسندر دفورنيكوف قائداً للعملية العسكرية، ومع تصاعد حِدة المعارك وزيادة الخسائر البشرية والمعدات، لجأت القوات الروسية إلى أساليب مثيرة للجدل مثل تخزين الذخائر في المناطق المدنية واستخدام المدنيين كدروع بشرية، خاصة بعد أن أظهرت صواريخ هايمارز الأوكرانية فعالية كبيرة في مواجهة الاستراتيجية الروسية القائمة على القصف المدفعي المكثف. وشهد عام 2023م تطوراً دراماتيكياً مع تمرد مجموعة ڤاچنر العسكرية الخاصة بقيادة يفغيني بريچوجين، الذي احتج على محاولات وزارة الدفاع الروسية السيطرة على قواته، مما أدى إلى مواجهة قصيرة الأمد انتهت باتفاق وساطة، ورغم هذه الأحداث الداخلية، واصلت روسيا تعزيز وجودها العسكري في أوكرانيا، حيث تشير التقديرات إلى أن عدد القوات الروسية ارتفع بشكل كبير ليصل إلى حوالي 623 ألف جندي بحلول عام 2025م.
من جهة أخرى، تكبد الجانب الروسي خسائر بشرية هائلة، مع تقديرات تشير إلى سقوط أكثر من 600 ألف بين قتيل وجريح، كما فر مئات الآلاف من المجندين من الخدمة العسكرية، وفي مواجهة هذا الواقع، بدأت روسيا تنفيذ إجراءات غير مسبوقة مثل إصدار دليل رسمي للجنود حول كيفية إنشاء المقابر الجماعية، بينما حذر حلف شمال الأطلسي من أن القدرات العسكرية الروسية تتزايد بشكل مقلق رغم العقوبات الدولية، مع إنتاج كميات هائلة من الذخائر تفوق ما تنتجه دول الحلف مجتمعة.
في أبريل/نيسان 2025م، صرّح الجنرال الأوكراني أوليكساندر سيرسكي بأن عدد القوات الروسية في أوكرانيا بلغ 623 ألف جندي، بزيادة خمسة أضعاف منذ بدء الحرب، ويتزايد بمعدل يتراوح بين 8,000 و9,000 جندي شهريًا. وأضاف أن القدرة الإجمالية للتعبئة الروسية تبلغ 20 مليون شخص، أي ما يعادل 5 ملايين شخص مدربين عسكريًا. ومع ذلك، أشار إلى أن تفوق روسيا في مجال المدفعية قد انخفض من 10 إلى 1 ، إلي 10 إلى 2، ويعود ذلك أساسًا إلى الضربات الأوكرانية على مستودعات الذخيرة الروسية. منذ أغسطس 2025م بدأت القوات الروسية بإحراز تقدم ملحوظ على الجبهة الأوكرانية.

## الهيكلية

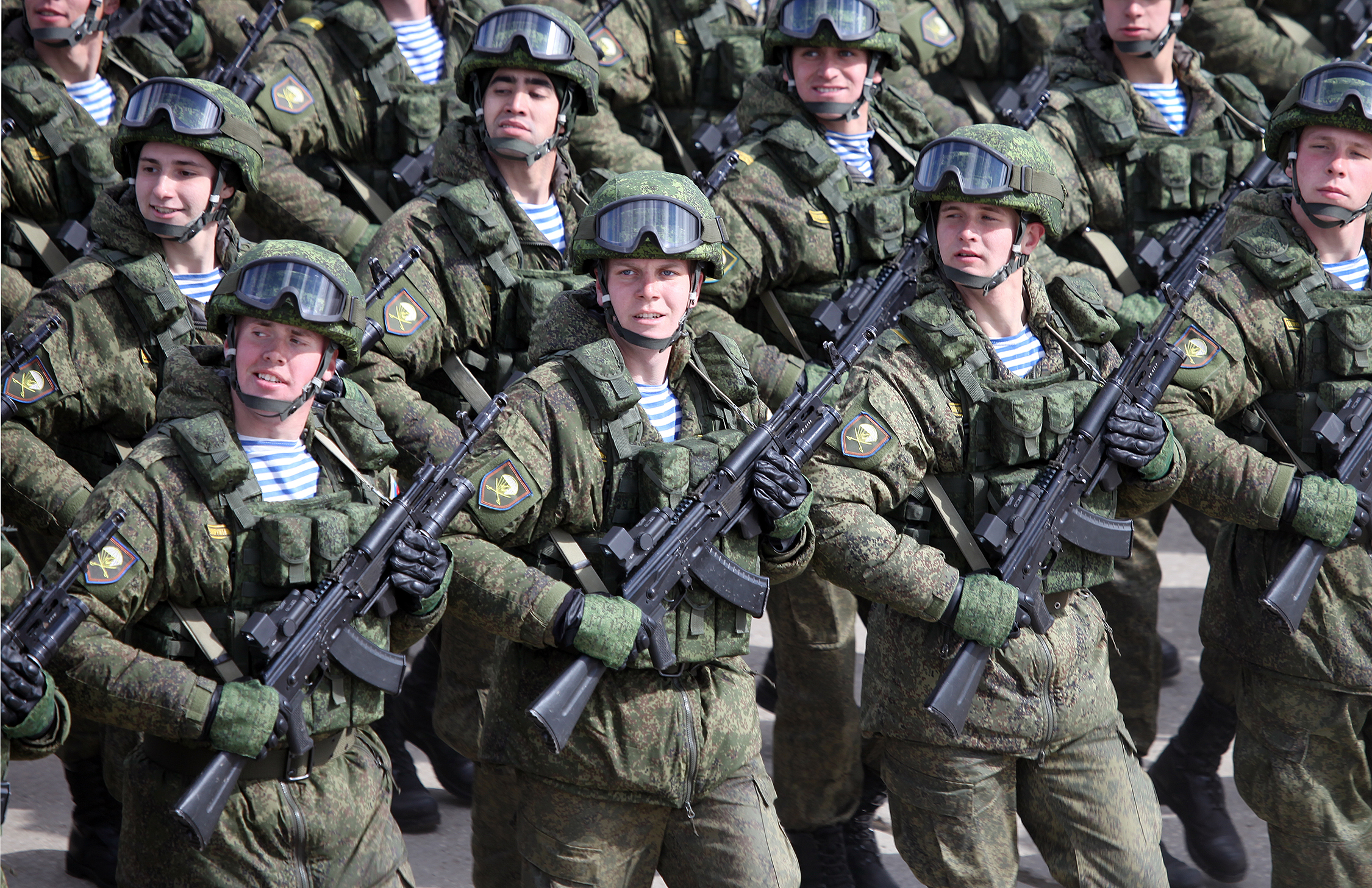
فوج المظلات التابع للحرس رقم 217، الفرقة المحمولة جواً رقم 98 تشارك في عرض يوم النصر في موسكو عام 2015م.

تشغل وزارة الدفاع في جمهورية الاتحاد الروسي دور هيئة إدارية للقوات المسلحة. منذ العهد السوفييتي، تصرفت هيئة الأركان العامة بصفتها القيادة الرئيسية للقوات الروسية المسلحة والهيئة المشرفة عليها: تحدث الخبير الأمريكي ويليام أودوم في عام 1998 أنه «يمكن تصور هيئة الأركان العامة السوفييتية دون وزارة الدفاع، إلا أنه لا يمكن تصور وزارة الدفاع دون هيئة الأركان العامة».
إلا أن الدور الحالي لهيئة الأركان العامة بات يختزل ضمن شعبة التخطيط الاستراتيجي لوزارة الدفاع وربما يحوز الوزير نفسه، سيرغي شويغو، سلطة تنفيذية أكبر على القوات. تضم الشعب الأخرى إدارة الطواقم وأيضًا منظمات دعم القوات المسلحة الروسية وقوات السكك الحديدية وقوات الإشارة وقوات البناء. القائد الحالي لهيئة الأركان هو جنرال الجيش فاليري غيراسيموف.
تضم هيكلية وزارة الدفاع منذ 1 ديسمبر من عام 2012 الإدارة الرئيسية للشرطة العسكرية، والتي تخضع لها الإدارات الإقليمية للشرطة العسكرية التابعة لمقاطعة الجيش.
في شهر يوليو من عام 2018، أنشئت الإدارة العسكرية السياسية واستعادت مسؤولية التدريب الأيديولوجي التي جرى التخلي عنها منذ عصر القوات المسلحة السوفييتية.
ينقسم الجيش الروسي إلى ثلاثة أجهزة: القوات البرية الروسية والبحرية الروسية والقوات الجوفضائية الروسية. إضافة إلى ذلك ثمة جيشين مستقلين: قوات الصواريخ الاستراتيجية وقوات الإنزال الجوي. يشار عادة إلى القوات المسلحة بكليتها بالجيش (آرميا)، ما عدا بعض الحالات، وتستثنى البحرية بشكل خاص.

### مقاطعات الجيش
منذ أواخر العام 2010، توزع القوات البرية الروسية والقوات الجوفضائية والقوات البحرية بين 4 مقاطعات عسكرية: المقاطعة العسكرية الغربية والمقاطعة العسكرية الجنوبية والمقاطعة العسكرية الوسطى والمقاطعة العسكرية الشرقية التي تشكل أيضًا 4 قيادات إستراتيجية مشتركة، غرب وجنوب ووسط وشرق. في السابق، أي منذ العام 1992 حتى العام 2010، قسمت القوات البرية بين 6 مقاطعات عسكرية: موسكو ولينيغراد والقوقاز الشمالية وفولغا أورال وسيبيريا وأقصى الشرق، إضافة إلى المقاطعة العسكرية السابعة: كالينينغراد التي تشكلت في عام 1997، والتي كانت في الخدمة حتى عام 2010.
تمتلك الأساطيل البحرية الأربعة والأسطول الصغير التي تمتلكها روسيا التقسيم نفسه الذي لدى المقاطعات العسكرية للقوات البرية. دُمجت هذه المقاطعات العسكرية ضمن 4 مقاطعات عسكرية جديدة، والتي تضم أيضًا القوات الجوية والقوات البحرية. ثمة قاعدة عسكرية روسية واحدة متبقية، القاعدة العسكرية رقم 102، في أرمينيا تركتها مجموعة القوات العابرة للقوقاز ودمجت ضمن المقاطعة العسكرية الجنوبية.
أُعلنت في أواسط العام 2010 إعادة تنظيم رسخت المقاطعات العسكرية والأساطيل البحرية ضمن 4 قيادات إستراتيجية مشتركة. وفي عام 2014 أعيد تنظيم الأسطول الشمالي ضمن قيادة إستراتيجية مشتركة منفصلة. منذ 1 من شهر يناير من عام 2021، تحوز هذه القيادة مكانة مقاطعة عسكرية.

## البرية

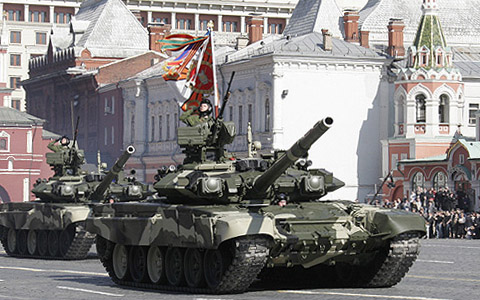
تي-90

لدى الجيش البري نحو 15 ألفا وخمسمائة دبابة، و27 ألفا و607 عربات عسكرية، ونحو 3781 منصة إطلاق صواريخ من مختلف الأنواع.
- الدبابات: 15500 تي-90- تي-72
- المدرعات: 5990
- بندقية ذاتية الدفع: 27607
- المدافع: 4625
- قاذفات الصواريخ: 3781 منها غراد وسميرتش
- كاسحات الالغام:450

## القوات الجوية

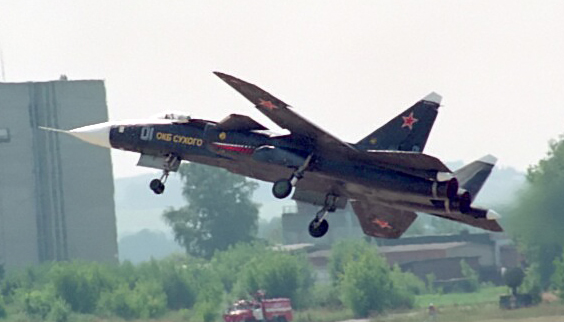
سوخوي سو-47

مع تفكك الاتحاد السوفياتي، وزعت تشكيلات القوات الجوية على الدول المستقلة وحصلت روسيا على النصيب الأكبر بواقع 40% من الطائرات، و65% من القوة البشرية، بالإضافة إلى قيادات سرب النقل الجوي بعيد المدى.
وأعيدت تسمية النقل الجوي العسكري وتشكيلات الوحدات الجوية الأمامية مع بعض التعديلات، مع العلم أن العديد من الدول المنفصلة عن الاتحاد السوفياتي طالبت بأسراب الطائرات والطيارين الذين كانوا يتمركزون على أراضيها من أجل تشكيل نواة لقواها الجوية.
في حين بقيت قيادة الدفاع الجوي مستقلة بذاتها تحت القيادة الروسية لفترة محددة إلى أن تم دمجها مع القوى الجوية عام 1998.
وقد اضطرت هذه القوات للتخلي عن خططها الطموحة للحصول على مقاتلات تكتيكية متطورة جديدة لحساب تطوير الأسراب الموجودة لديها. وأمام هذا الوضع تعين على قيادة القوى الجوية اتخاذ بعض الإجراءات التي وصفت بالمؤلمة:
في أكتوبر/تشرين الأول من العام 2004 حُلّ السربان 200 و444 من القاذفات الإستراتيجية بعيدة المدى المؤلفان من طائرات توبوليف 22 أم3.
تم حل بعض الأسراب المقاتلة بما فيها تلك التي تستخدم طائرات من طراز سوخوي 24. ومقابل ذلك، أعلن عن تشكيل أسراب هجومية مزودة بطائرات سوخوي 25 المتطورة.
وفي عام 2003 تم نقل جميع معدات سرب النقل والتشكيلات الجوية الأخرى الملحقة بالقوات البرية إلى صفوف القوات الجوية.
بحسب إحصاءات أوردها موقع غلوبال فاير باور عام 2014، يصل عدد طائرات الجيش الروسي إلى 3082 طائرة، في حين يصل عدد المقاتلات إلى 736، والطائرات الهجومية إلى 1289.
أما طائرات النقل فعددها 730، وطائرات التدريب 303، أما المروحيات فعددها 973، والمروحيات المقاتلة 114.
- طائرات نفاثة: 3082
- طائرات عامودية: 973

## القوات البحرية

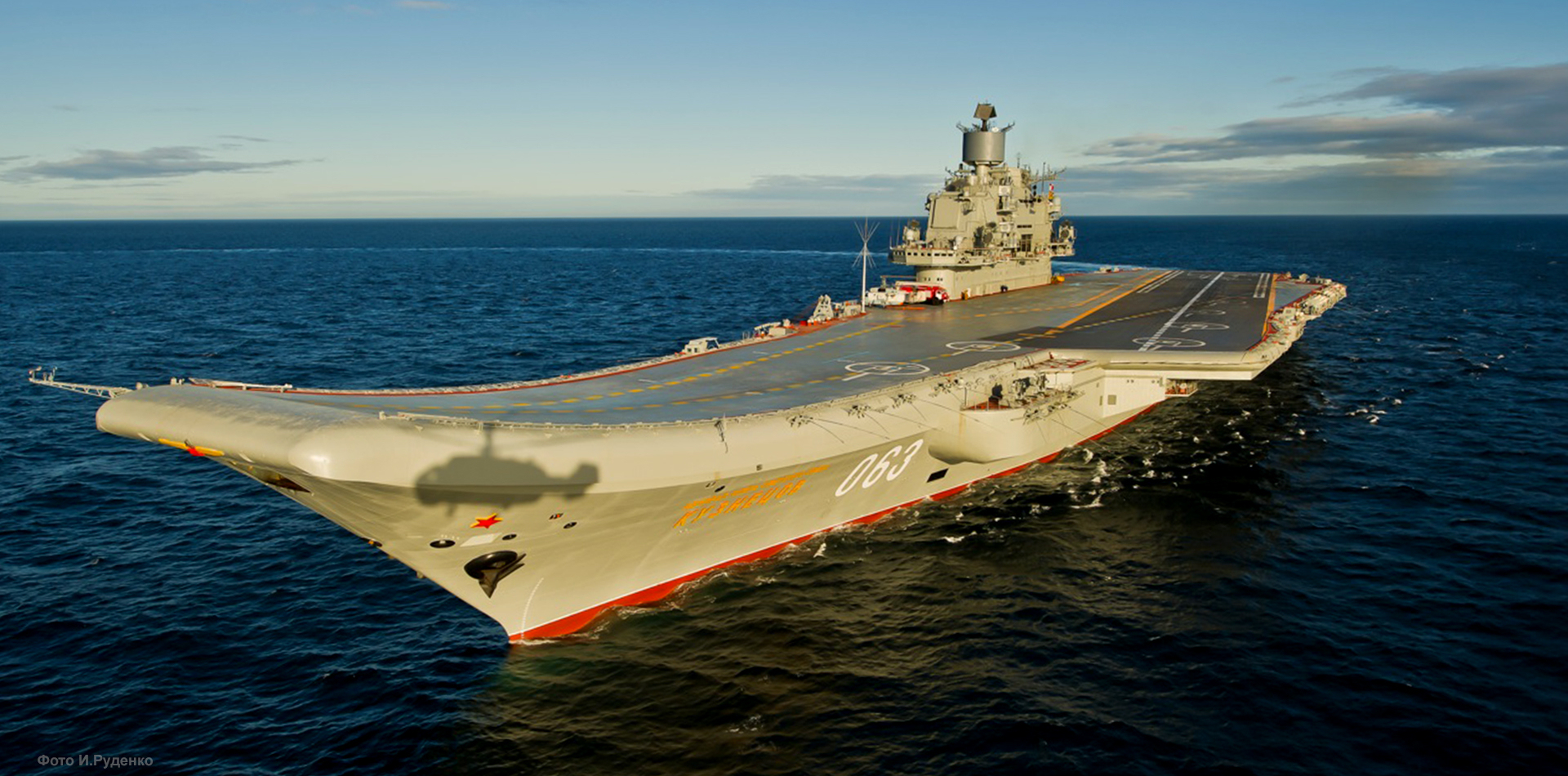
الأميرال كوزنستوف

تضم القوات البحرية الروسية في تشكيلاتها كل ما كان منضويا تحت لواء البحرية السوفياتية، وتتكون من الأسطول الشمالي، وأسطول المحيط الهادي، وأسطول البحر الأسود، وأسطول البلطيق، وكوكبة سفن قزوين، والنقل البحري، ومشاة البحرية، والمدفعية الساحلية.
وخلال الحرب الباردة قامت البحرية الروسية بعدد من المهام، فضلا عن كونها ركيزة رئيسية لثالوث الدرع النووي. ويرى الخبراء العسكريون أنه وفي بعض المجالات -ولا سيما من حيث السرعة وتقنية المفاعلات- كانت الغواصات السوفياتية واحدة من أفضل القطع البحرية في العالم.
لكن، ومع انهيار الاتحاد السوفياتي تلقت القوات البحرية ضربة قاسية تقنيا وبشريا بسبب نقص التمويل الهائل، الأمر الذي دفع القيادة العسكرية إلى جعل بعض السفن منازل عائمة في القواعد البحرية لاستيعاب الجنود والضباط، وإلى وقف برامج بناء سفن جديدة.
مع العلم أن بعض أسباب هذا التراجع تعود للعهد السوفياتي لجهة التنوع غير العملي للقطع البحرية التي كانت تفرضها هيئة التصنيع العسكري، بدعم من القيادة، على القوى البحرية.
فعلى سبيل المثال لا الحصر، امتلكت القوى البحرية السوفياتية في منتصف الثمانينيات من القرن الماضي عددا من الناقلات البحرية من طراز كييف التي تقاعدت مبكرا وخرجت من الخدمة قبل أوانها.
وبحلول 2006 كان لدى البحرية الروسية خمسون غواصة نووية مقارنة مع 170 عام 1991 علما بأن 24 غواصة منها فقط جاهزة للعمل.
ولم تشهد البحرية الروسية أي نشاط فعلي لها إلا مع بداية عام 2003 عبر إجراء المناورات الكبرى مع البحرية الهندية في المحيط الهندي، ومناورات أخرى في أغسطس/آب من السنة نفسها في مناورات الشرق الأقصى في «فوستوك» بالاشتراك مع قوات يابانية وكورية جنوبية.
وبحسب أرقام موقع غلوبال فاير باور لعام 2014، تتكون القوة البحرية الروسية من حاملة طائرات واحدة، وأربع بوارج حربية و13 مدمرة بحرية، و74 سفينة مقاتلة، و63 غواصة بحرية، و65 من سفن خفر السواحل، إلى جانب 34 كاسحة ألغام.
- الكل: 352
- حاملات طائرات:1 الأميرال كوزنستوف
- الفرقاطات:4
- المدمره:13
- كورفت:74
- الغواصات:63
- الدوريات:65
- كاسحات الالغام:34

## مناورات تدريبية

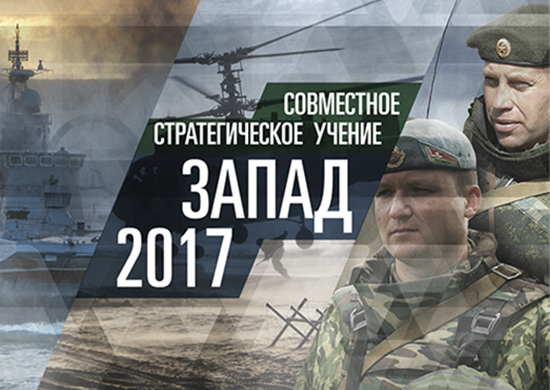
مناورات زاباد

تشارك القوات المسلحة الروسية بفروعها المختلفة في العديد من المناورات العسكرية التدريبية لرفع مستوى الاستعداد القتالي وكفاءة القوات ومنها:
- مناورات إندرا
- مناورات استقرار
- مناورات التعاون في البحر
- مناورات السماء اليقظة
- مناورات القوقاز
- مناورات النسر الشمالي
- مناورات النسر المتيقظ
- مناورات بارنتس
- مناورات ريمباك
- مناورات زاباد
- مناورات فوستوك
- مناورات مهمة سلام
- حماة الصداقة 2016

## صور

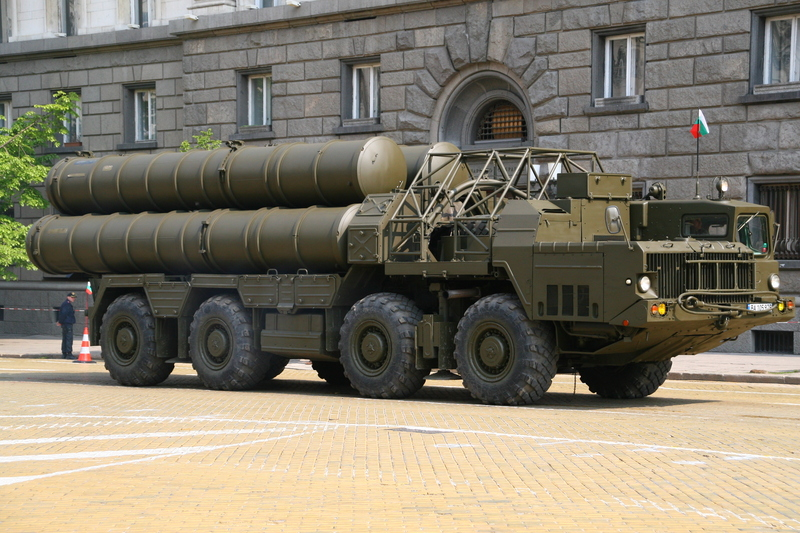
أس - 300
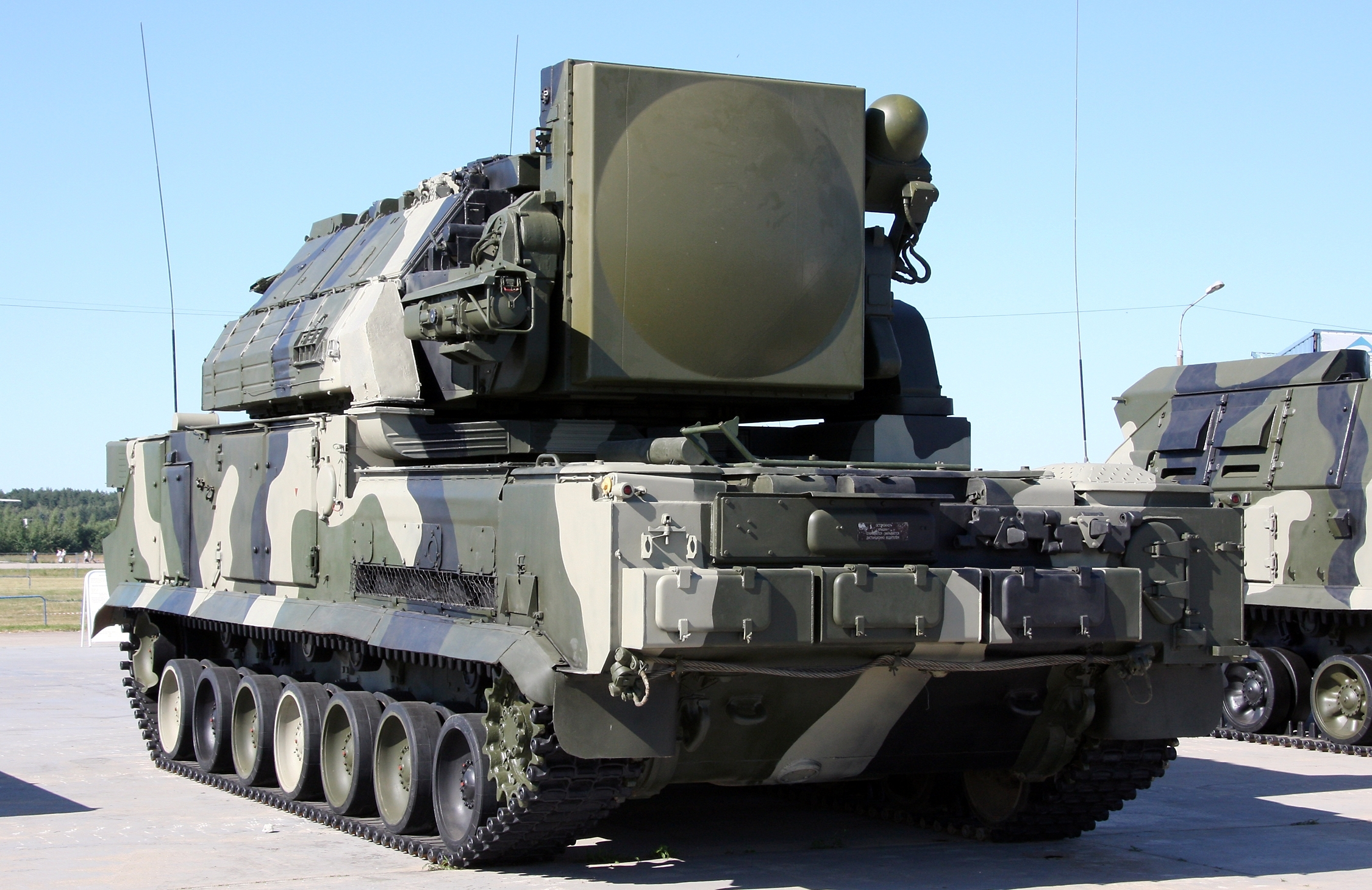
تور (نظام صاروخي)
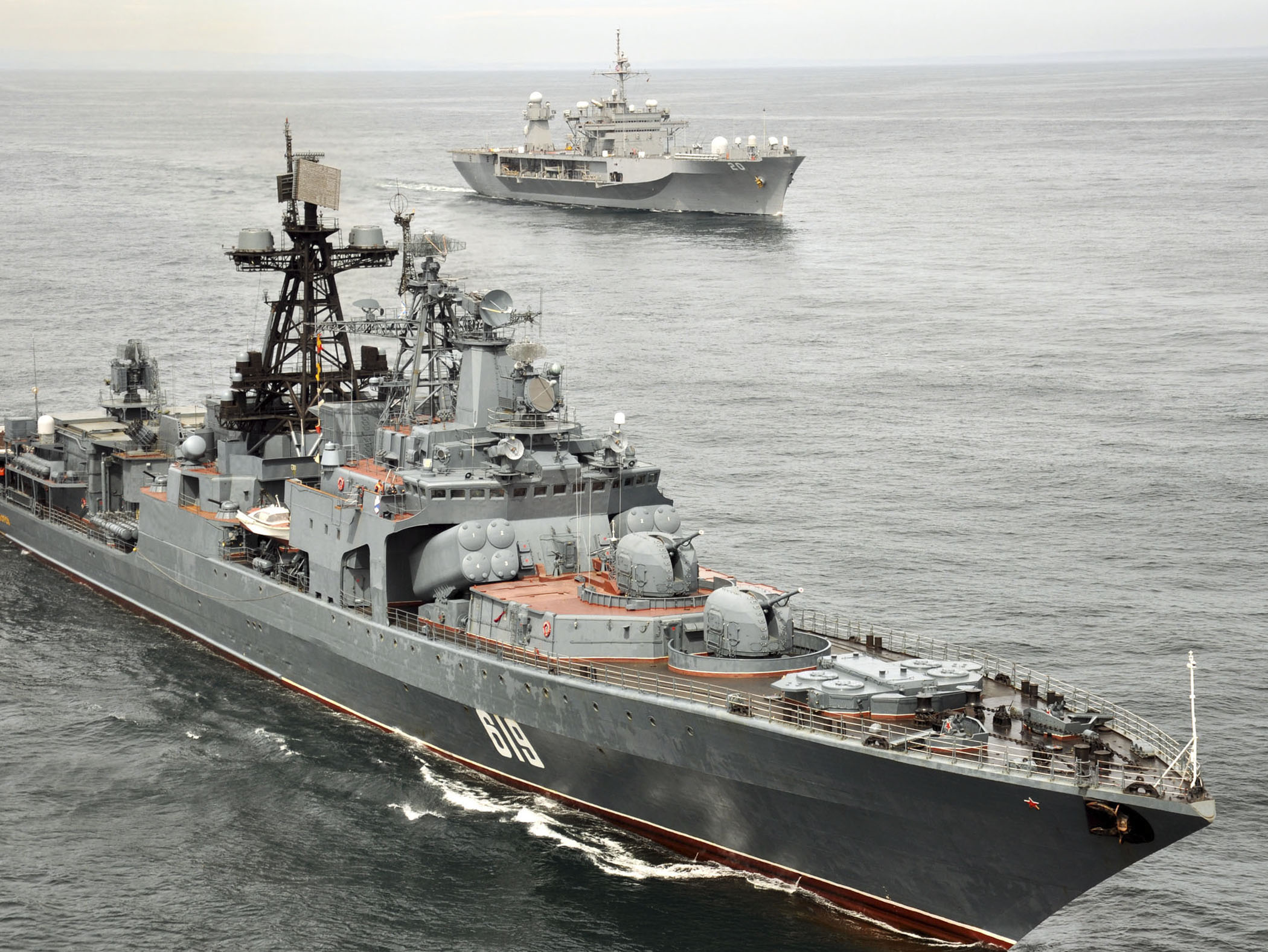
بارجة حربية روسية
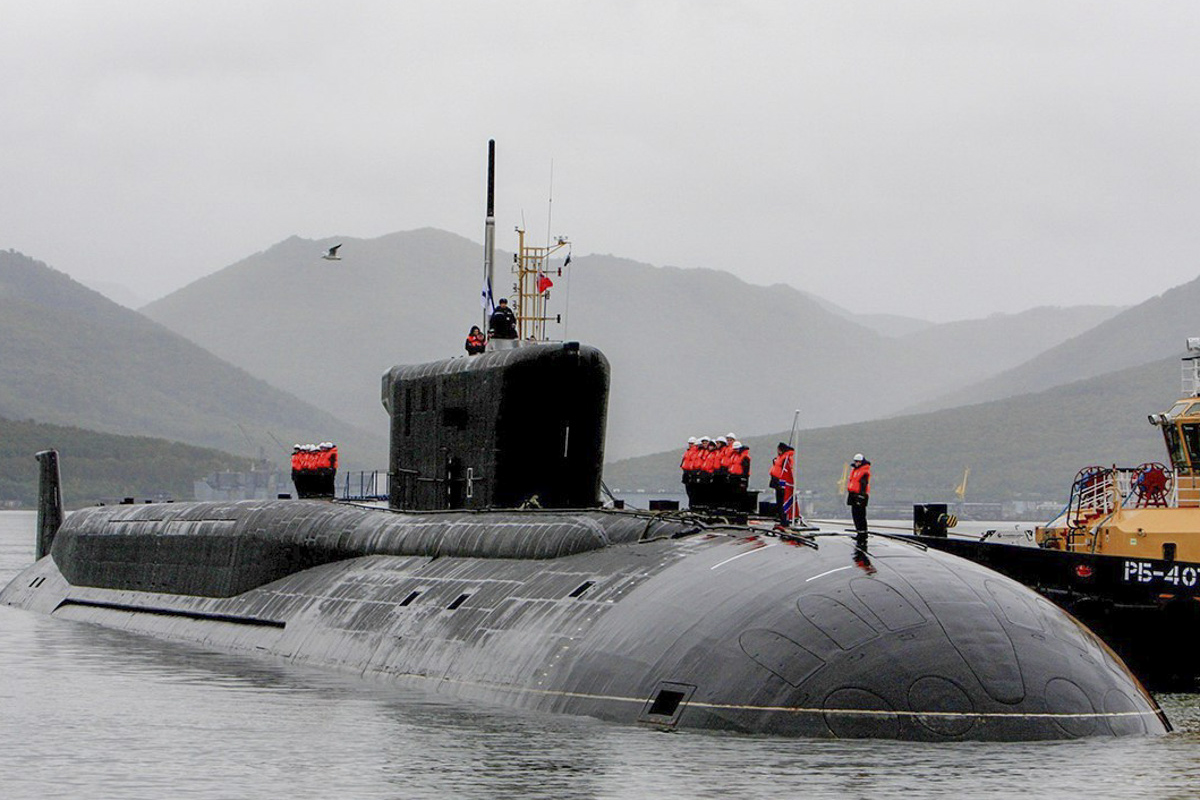
الغواصة ألكسندر نيفسكي من فئة بوري.
تعتبر طائرة سوخوي باك فا واحدة من أحدث المشاريع للقوات المسلحة الروسيةh
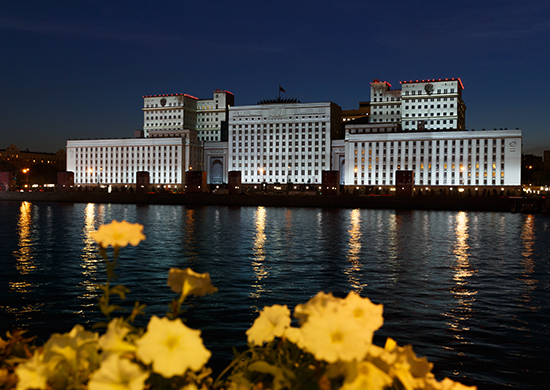
مركز إدارة الدفاع الوطني.

## وصلات خارجية
- وزارة الدفاع الروسية (بالروسية)